# Chrysopogon elongatus
Chrysopogon elongatus är en gräsart som först beskrevs av Robert Brown, och fick sitt nu gällande namn av George Bentham. Chrysopogon elongatus ingår i släktet Chrysopogon och familjen gräs. Inga underarter finns listade i Catalogue of Life.